# Carry van Bruggen

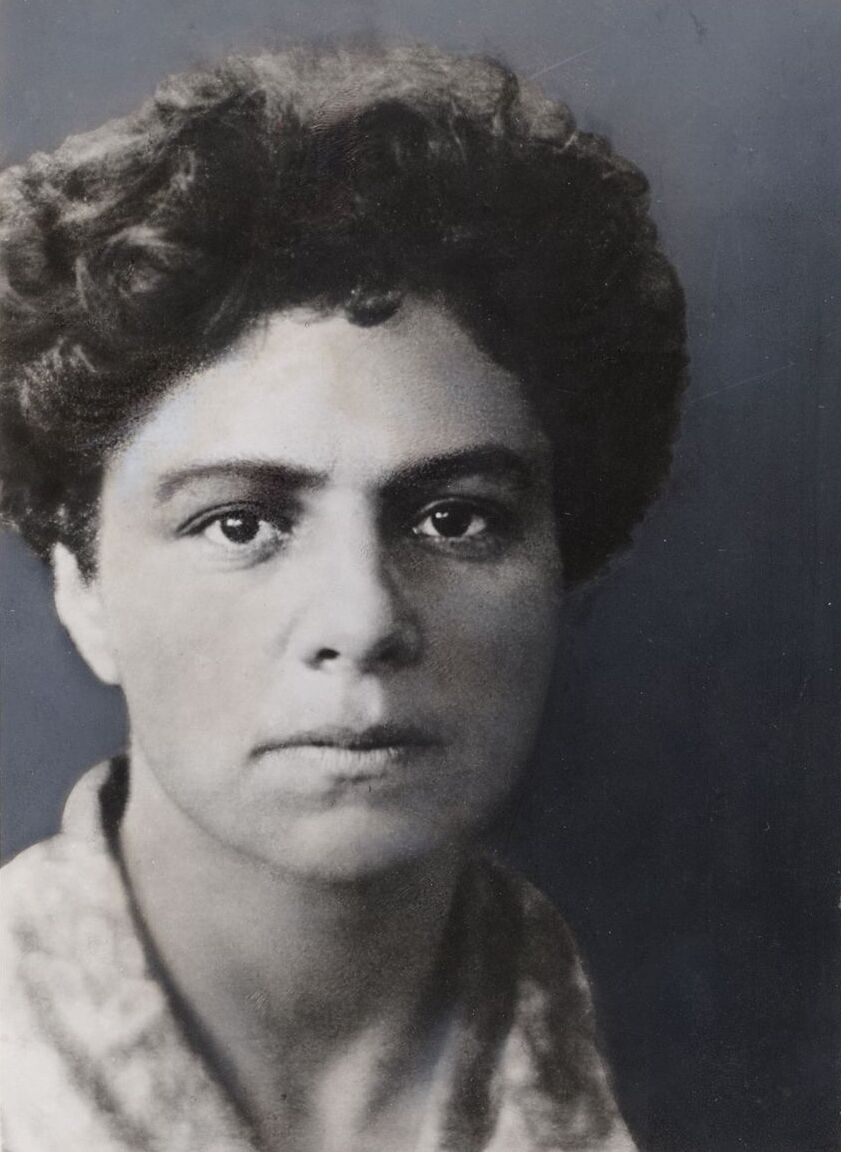
Carry van Bruggen

Carry van Bruggen (eigentlich Carolina Lea de Haan), Pseudonym: Justine Abbing (* 1. Januar 1881 in Smilde; † 16. November 1932 in Laren) war eine niederländische Schriftstellerin.

## Leben
Carry van Bruggen, eine der Schwestern von Jacob Israël de Haan, wuchs in Zaandam auf. 1904 heiratete sie Cornelis Johannes Antonius van Bruggen (1874–1960), diese Ehe wurde 1917 geschieden. 1920 heiratete sie den Kunsthistoriker Adriaan Pit. Sie starb geistig verwirrt.

## Werk
Ihre Romane tragen stark autobiographische Züge. Sie beschreibt die Lebensumstände in der jüdischen Gesellschaft und deren Isolation innerhalb einer nicht-jüdischen Umwelt. So behandelt Het huisje aan de sloot das Schicksal einer jüdischen Familie in einer als kalt und feindlich empfundenen Stadt; De Verlatene (1910) ist das Porträt eines traditionsorientierten Vaters, der von seinen Kindern verlassen wird für ein Leben in einer Welt, die ihm selbst fremd ist.

## Werke (Auswahl)
- Heleen (1913)
- Een coquette vrouw (1915)
- Prometheus (1919)
- Het huisje aan de sloot (1921)
- Tirol (1926); (dt. Tirol Reiseimpressionen, 2022, ISBN 978-3-7568-4069-4)
- Eva (1927); (dt. Rückenwind des Verlangens, 2010, ISBN 978-3-86840-003-8)

## Auszeichnungen
- 1922: Haagsche Postprijs für Het huisje aan de sloot